# 情爱论
《情爱论》是保加利亚人基里尔·瓦西列夫于1972年发表的一部研究爱情的著作。
作者从伦理学、社会学、社会学、哲学等角度来论述爱情的本质、结构、内容及其意义。书中引用了大量的文学作品中描写爱情的文字。